# Scrobipalpula
Scrobipalpula är ett släkte av fjärilar som beskrevs av Povolny 1964. Scrobipalpula ingår i familjen stävmalar.

## Dottertaxa tillScrobipalpula, i alfabetisk ordning[1][2]
- Scrobipalpula absoluta
- Scrobipalpula acuta
- Scrobipalpula agnathos
- Scrobipalpula albolineata
- Scrobipalpula artemisiella
- Scrobipalpula atra
- Scrobipalpula aulorrhoa
- Scrobipalpula axenopis
- Scrobipalpula bellidiastri
- Scrobipalpula cacuminum
- Scrobipalpula chiquitella
- Scrobipalpula compositella
- Scrobipalpula crustaria
- Scrobipalpula culminicolella
- Scrobipalpula daturae
- Scrobipalpula densata
- Scrobipalpula diffluella Binkesmåstävmal
- Scrobipalpula ephoria
- Scrobipalpula erigeronella
- Scrobipalpula eurysaccomima
- Scrobipalpula falcata
- Scrobipalpula fallacoides
- Scrobipalpula fallax
- Scrobipalpula fjeldsai
- Scrobipalpula flava
- Scrobipalpula gregalis
- Scrobipalpula gregariella
- Scrobipalpula hastata
- Scrobipalpula hemilitha
- Scrobipalpula henshawiella
- Scrobipalpula hodgesi
- Scrobipalpula hofmanella
- Scrobipalpula imperatella
- Scrobipalpula incerta
- Scrobipalpula isochlora
- Scrobipalpula keiferioides
- Scrobipalpula killiasii
- Scrobipalpula laciniosa
- Scrobipalpula latisaccula
- Scrobipalpula latiuncula
- Scrobipalpula lutescella
- Scrobipalpula megaloander
- Scrobipalpula melanolepis
- Scrobipalpula motasi
- Scrobipalpula nocturnella
- Scrobipalpula ochreostrigella
- Scrobipalpula ochroschista
- Scrobipalpula omicron
- Scrobipalpula pallens
- Scrobipalpula parachiquitella
- Scrobipalpula patagonica
- Scrobipalpula polemoniella
- Scrobipalpula potentella
- Scrobipalpula praeses
- Scrobipalpula psilella Ljuskantad småstävmal
- Scrobipalpula psilella-asiatica
- Scrobipalpula pygmaeella
- Scrobipalpula radiata
- Scrobipalpula radiatella
- Scrobipalpula ramosella
- Scrobipalpula retusella
- Scrobipalpula rosariensis
- Scrobipalpula sacculicola
- Scrobipalpula semirosea
- Scrobipalpula similis
- Scrobipalpula simulatrix
- Scrobipalpula stirodes
- Scrobipalpula subtenera
- Scrobipalpula tenera
- Scrobipalpula transiens
- Scrobipalpula trichinaspis
- Scrobipalpula tussilaginella
- Scrobipalpula tussilaginis Hästhovssmåstävmal